# 79년 마산
《79년 마산》은 MBC경남 표준FM의 평일 오전 8시 30분부터 8시 57분까지 방송했던 부마 민주 항쟁 40주년 특별기획 다큐멘터리 드라마이다.

## 기획의도
- 부마 민주 항쟁의 처음과 끝을 이야기하다! 이 프로그램은 1979년 10월 ‘유신을 종식시킨 시민항쟁’의 현장, 마산을 ‘논픽션 라디오 드라마’로 생생하게 전한다. 1979년 마산에서 어떤 일이, 누구에 의해, 어떻게 일어났는가? 뚜렷한 주체가 없어 제대로 평가받지 못한 ‘부마 민주 항쟁’이 실은 다양한 민중의 다양한 선택이 용광로처럼 녹아든 자연발생적 시민항쟁임을 40년 만에 명확히 알리고자 한다.

## 지역별 주파수 안내
- 창원, 통영, 거제,합천, 김해, 고성, 함안, 창녕, 의령 98.9MHz
- 마산내서읍 지역 98.9MHz, 96.7MHz
- 진주 91.1MHz
- 거창, 남해, 사천, 산청, 하동, 함양 93.5MHz

## 성우진
- 진행·해설:김종성
- 유만준
- 이상훈
- 정재헌
- 김민성
- 유은숙
- 이자옥
- 서윤선
- 최정호
- 박신희

## 같이 보기
- MBC경남
- MBC경남 표준FM
- MBC경남 창원방송
- MBC경남 진주방송
- 이진우의 손에 잡히는 경제